# 舌田村
舌田村（しただむら）は、愛媛県西宇和郡にあった村。現在の八幡浜市合田・舌間にあたる。

## 地理
- 海洋：宇和海
- 岬：庄崎

## 歴史
- 1889年（明治22年）12月15日 - 町村制の施行により、合田浦・舌間浦の区域をもって発足。
- 1935年（昭和10年）2月11日 - 八幡浜町・神山町・千丈村と合併して八幡浜市が発足。同日舌田村廃止。